# Llengua de signes britànica, australiana i neozelandesa
La llengua de signes britànica, australiana i neozelandesa (en anglès BANZSL, British Australian and New Zealand Sign Language) és la llengua de signes que inclou la llengua de signes britànica (en anglès BSL), llengua de signes australiana (auslan) i llengua de signes neozelandesa (en anglès NZSL). En realitat, aquestes llengües es consideren dialectes d'una llengua comuna, perquè utilitzen la mateixa gramàtica i el mateix alfabet manual, i perquè presenten un elevat grau de coincidències lèxiques.
Entre l'auslan, la BSL i la NZSL, hi ha un 82% de signes idèntics (segons la llista Swadesh). Si es consideren tant els signes idèntics com els similars o relacionats, el nombre puja fins al 98% de signes cognats entre tots tres dialectes. En canvi, la Llengua de signes americana (en anglès, American Sign Language o ASL) i la BANZSL no estan pràcticament relacionades i presenten molts menys signes comuns. La ASL i la BANZSL només comparteixen un 31% de signes idèntics, o un 44% de cognats.
Malgrat això, hi ha coincidències significatives, segurament provocades pels manlleus lèxics recents de l'ASL que en fan els signants dels tres dialectes de la BANZSL. Molts signants joves d'aquesta llengua no són conscients de quins signes són manlleus recents.
El terme BANZSL és obra dels lingüistes Trevor Johnston i Adam Schembri. Aquest terme no pretén reemplaçar els termes BSL, auslan o NZSL. Cada dialecte manté la seva individualitat, però s'hi pot fer referència globalment com a BANZSL.
Tant la BSL, com l'auslan o la NZSL tenen el seu origen en una llengua de signes que s'utilitzava a la Gran Bretanya durant el segle xix.
Segons Henri Wittmann, la llengua de signes sueca també prové de la BSL. I de la llengua de signes sueca van sorgir la llengua de signes portuguesa i la finesa, tot i que aquesta darrera presenta elements propis. Els signants de la llengua de signes danesa i la sueca s'entenen entre si, tot i que Wittmann classifica la danesa dins la família de la llengua de signes francesa. Altres fonts afirmen que la llengua de signes sueca no té cap predecessor conegut.

## Llengües
- BSL (la primera font coneguda data del 1644)
  - LS australiana (1860. Té influències de la llengua de signes americana i la llengua de signes irlandesa)
  - LS neozelandesa (1800)
  - LS d'Irlanda del Nord (segle XIX; amb influències de la llengua de signes americana i la llengua de signes irlandesa)
  - LS sud-africana (data sense precisar, entre el 1846 i el 1881)
  - LS de les províncies marítimes del Canadà (sense datar)
  - Família de la llengua de signes sueca (1800)
    - LS portuguesa (1823)
    - LS finesa (1850, amb elements propis)